# Zamaknjenje sv. Cecilije (Rafael)
Zamaknjenje sv. Cecilije ali Oltar sv. Cecilije je oljna slika italijanskega mojstra visoke renesanse Rafaela. Slika, ki je bila dokončana v njegovih poznejših letih, okoli 1516–17, prikazuje sveto Cecilijo, zavetnico glasbenikov in cerkvene glasbe, kako posluša angelski zbor v družbi sv. Pavla, sv. Janeza Evangelista, sv. Avguština in Marije Magdalene. Slika, ki je bila naročena za cerkev v Bologni, zdaj visi v mestni Pinacoteca Nazionale. Po besedah Giorgia Vasarija glasbenih inštrumentov, raztresenih okoli Cecilijinih nog, ni naslikal Rafael, ampak njegov učenec Giovanni da Udine.
Angleški romantični pesnik Percy Bysshe Shelley je sliko opisal takole:
Osrednja figura, sveta Cecilija, se zdi navdušena nad takšnim navdihom, ki je ustvaril njeno podobo v slikarjevih mislih; njene globoke, temne, zgovorne oči so se dvignile; njeni kostanjevi lasje padajo nazaj s čela - v rokah drži orgle - njen obraz je tako rekoč pomirjen z globino svoje strasti in zanosa in vseskozi prežet s toplo in sijočo svetlobo življenja. Posluša nebeško glasbo in, kot si predstavljam, je pravkar nehala peti, kajti štiri figure, ki jo obkrožajo, očitno s svojim odnosom kažejo nanjo; zlasti sv. Janeza, ki z nežno, a strastno kretnjo skloni svoj obraz k njej, otopel od globine čustev. Ob njenih nogah ležijo različni glasbeni inštrumenti, polomljeni in brez strun.

## Zgodovina
Oltarna slika je bila naročena za kapelo, posvečeno sveti Ceciliji v avguštinski cerkvi San Giovanni in Monte v Bologni. Po Vasariju je delo leta 1513 naročil kardinal Lorenzo Pucci. Glede na izjemno priljubljenost slikarja v tem obdobju njegove kariere je verjetno le tako visoko postavljena cerkvena oblast lahko imela upanje, da ga bo zaposlila. Zaščitnica same kapele pa je bila Elena Duglioli dall'Olio, bolonjska aristokratka, ki bo kasneje zaradi svoje pobožnosti razglašena za blaženo. Bila je tesna prijateljica Antonia Puccija, nečaka kardinala Lorenza, in večina današnjih umetnostnih zgodovinarjev se strinja, da sta bila Pucci njena zastopnika in svetovalca pri Rafaelu in da je bila slika verjetneje naročena zanjo okoli leta 1516, ko je bila kapela končana. Duglioli je bil posebej privržen kultu svete Cecilije in mu je papeški legat v Bologni, kardinal Francesco Alidosi, podaril relikvijo svetnice (njen členek). Trudila se je živeti čisto življenje v posnemanju svetnika in prepričala svojega moža, naj ne zaužije njunega zakona.
Slika je bila leta 1798 odnesena v Pariz. Medtem ko je bila tam, so jo prenesli na platno. Leta 1815 so sliko vrnili v Bologno, kjer so jo po čiščenju obesili v Pinactoeca Nazionale. Slika je slabo ohranjena, saj je bila poškodovana zaradi preslikav v preteklih letih.

## Ikonografija
Tovarišice svete Cecilije so delno prepoznavne po njihovih atributih. Takoj na njeni desni ima Janez Evangelist orla, njegov običajni simbol, ki kuka okoli njegovih oblačil. Poleg njega se Pavel naslanja na meč, s katerim so ga identificirali v srednjeveški umetnosti. Sv. Avguštin drži križ. Marija Magdalena drži kozarec iz alabastra, po katerem jo najpogosteje prepoznamo.
Ikonografija oltarne slike je nenavadna, saj namesto da bi upodabljala figuro ali figure, ki jih je treba častiti, predstavlja samo dejanje čaščenja. Vsak od svetnikov je bil povezan z videnji – tako kot sama Elena Duglioni – in nebeški kor, ki se odpre nad glavami svetnikov, je tesno povezan z lastnimi pobožnostmi zavetnika, v katerih je bila glasba pomemben element. Cecilijo so povezovali z glasbo od srednjega veka, vendar se zdi, da se polomljeni inštrumenti tukaj nanašajo na opustitev zemeljskih užitkov, ki je bila posledica Cecilijine predanosti svetemu. Na tej sliki pooseblja versko glasbo kot pot do združitve z Bogom.
Slika nadalje slavi temo čistosti. Preprosti pas svete Cecilije je tradicionalni renesančni simbol čistosti; Janez Evangelist je bil zavetnik devištva; in Pavel je hvalil celibat v I. Korinčanom 1 Ko. Tako je ikonografija slike na več ravneh tesno povezana z življenjem mecena.
Obstaja gravura slike, ki jo je naredil Marcantonio Raimondi: bistveno se razlikuje od dela in nekateri učenjaki menijo, da odraža izgubljeno skico za oltarno sliko. V njej je Rafael upodobil angele tudi z glasbili - harfo, trianglom in violino - in figure so v zelo različnih položajih. Avguštin (nosi mitro) in Pavel gledata navzdol; Janez gleda proti gledalcu; Magdalena gleda navzgor proti angelski vojski, tako kot Cecilija. Znano je, da Raimondijeve gravure pogosto spreminjajo Rafaelova dela, zato ni nemogoče, da predstavljajo prosto različico končane oltarne slike in ne kopijo skice Rafaelovih začetnih namenov.